# 兵庫県道86号多可柏原線
兵庫県道86号多可柏原線（ひょうごけんどう86ごう たかかいばらせん）は、兵庫県多可郡多可町から丹波市柏原町を結ぶ県道（主要地方道）である。

## 概要

### 路線データ

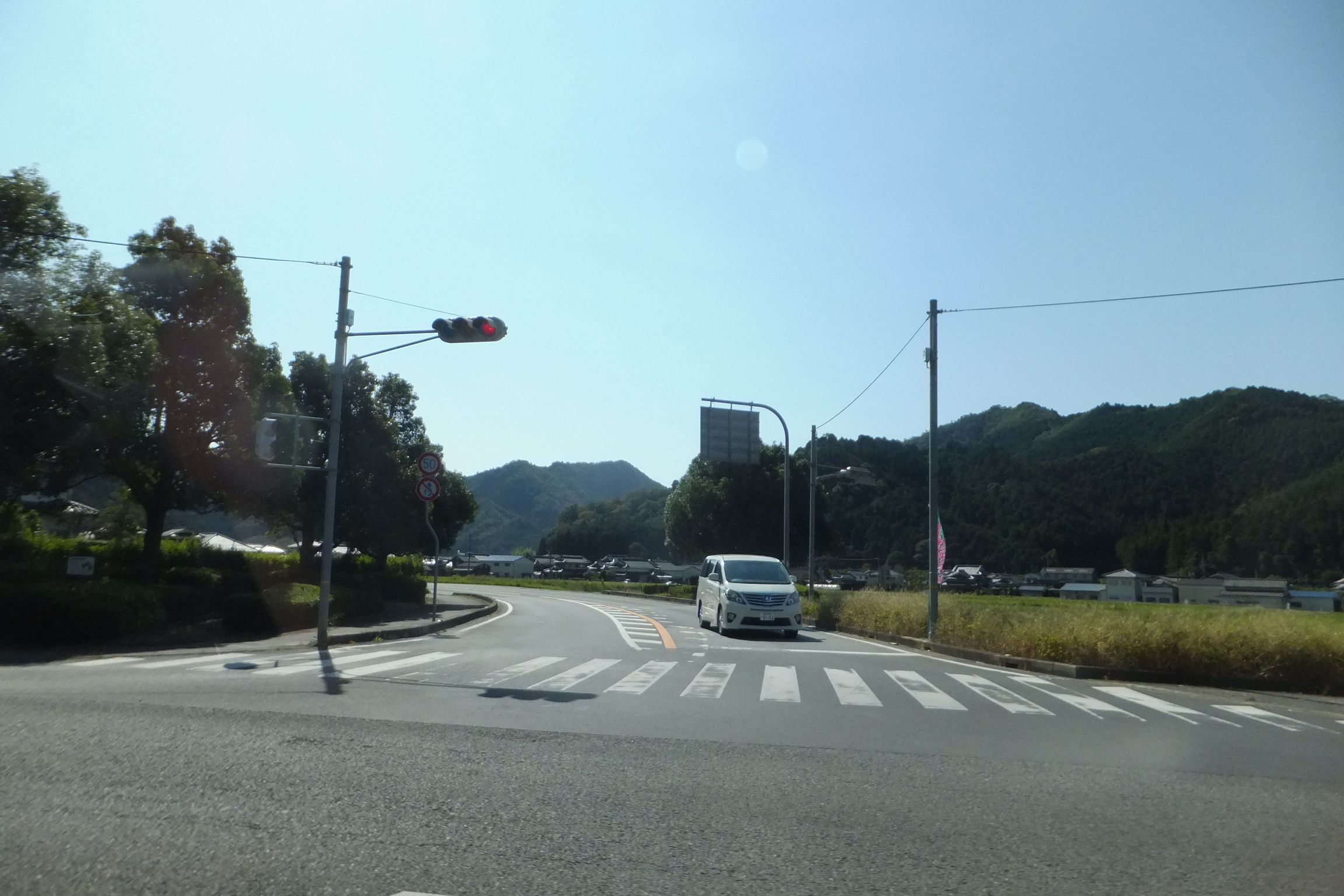
終点付近
柏原町下小倉

- 起点：多可郡多可町中区茂利（国道427号交点）
- 終点：丹波市柏原町下小倉（下小倉交差点、国道176号交点）
- 総延長：約21.852 km

## 歴史
- 1993年（平成5年）5月11日 - 建設省から、県道上小田成松中線の一部・県道門村山南線の一部・県道柏原谷川中線の一部が中柏原線として主要地方道に指定される[1]。

## 路線状況

### 重複区間
- 国道175号（丹波市山南町井原・井原交差点 - 丹波市山南町井原・井原南交差点）
- 兵庫県道77号篠山山南線（丹波市山南町井原・井原南交差点 - 丹波市山南町谷川）

## 地理

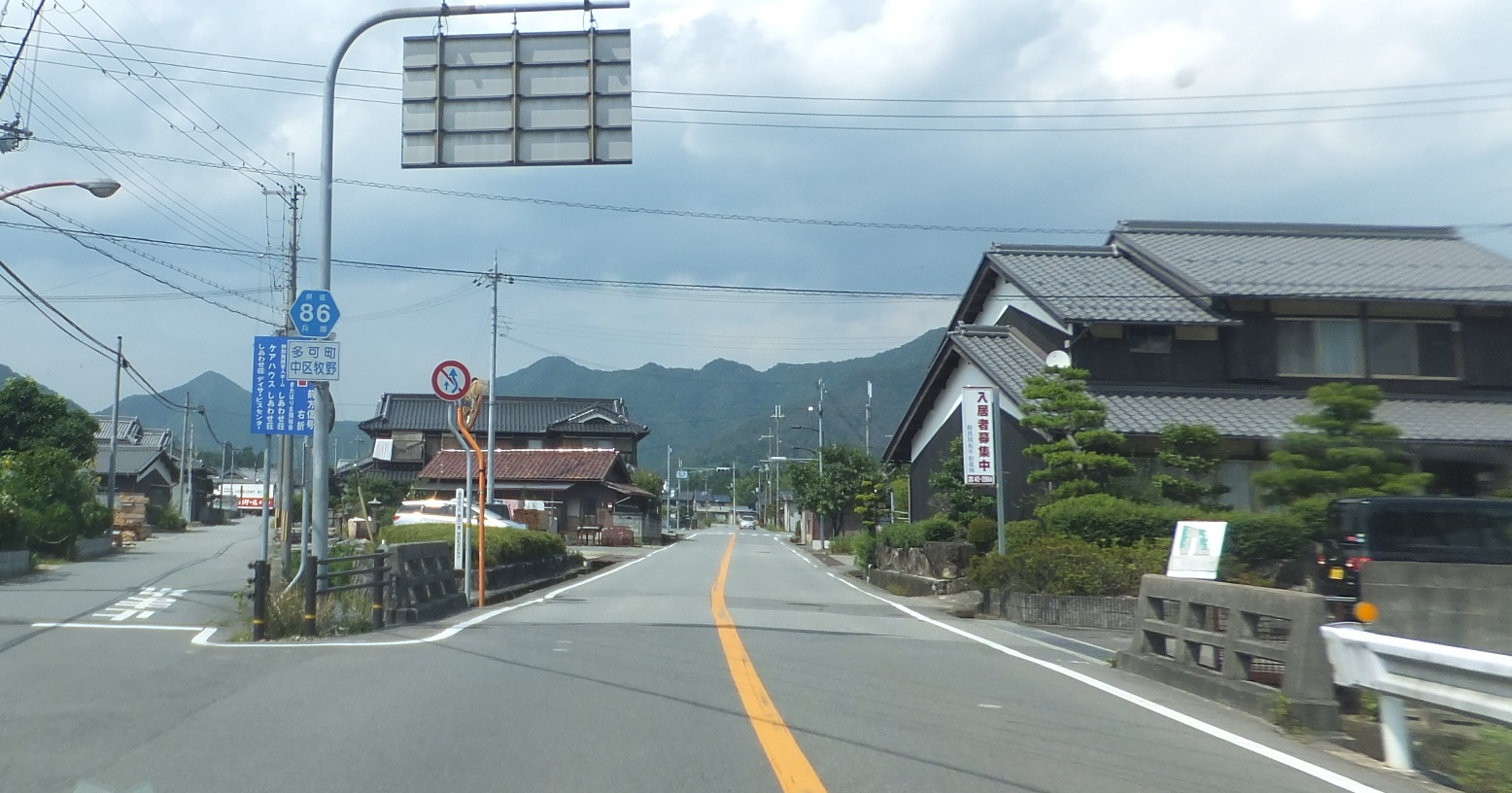
本道の標識
多可町中区牧野

### 通過する自治体
- 多可郡多可町
- 丹波市

### 交差する道路
- 国道427号（多可郡多可町中区茂利、起点）
- 兵庫県道532号朝阪山南線（多可郡多可町中区茂利）
- 国道427号・兵庫県道295号八千代中線（多可郡多可町中区奥中・奥中交差点）
- 兵庫県道293号門村山南線（丹波市山南町小野尻）
- 兵庫県道109号福知山山南線（丹波市山南町和田・和田大橋交差点）
- 国道175号（丹波市山南町井原・井原交差点）
- 国道175号・兵庫県道77号篠山山南線（丹波市山南町井原・井原南交差点）
- 兵庫県道139号山南多可線（丹波市山南町谷川）
- 兵庫県道77号篠山山南線（丹波市山南町谷川）
- 兵庫県道291号奥野々氷上線（丹波市山南町奥野々）
- 国道176号（丹波市柏原町下小倉・下小倉交差点、終点）

### 沿線にある施設など
- 兵庫県立北播磨余暇村公園
- 鍛冶屋線記念館